# Open d'Écosse (badminton)
Pour les articles homonymes, voir Open d'Écosse.
L'Open d'Écosse est un tournoi international annuel de badminton organisé en Écosse depuis 1907, ce qui en fait l'un des plus anciens tournois internationaux.

## Histoire
Longtemps considéré comme un tournoi européen majeur, il fait partie du circuit des compétitions de Badminton Europe en catégorie International Challenge dès 2007. Depuis 2013, il fait partie des tournois professionnels classés Grand Prix par la BWF. 
En 2018, le tournoi franchit une nouvelle étape en intégrant le cercle restreint des tournois labellisés BWF Tour Super 100 (niveau 6) au sein du nouveau circuit BWF World Tour. Malheureusement, dès l'année suivante, le tournoi redevient un tournoi du circuit européen en catégorie International Challenge.

## Palmarès
| Année                      | Simple hommes            | Simple dames       | Double hommes                            | Double dames                       | Double mixte                          |
| -------------------------- | ------------------------ | ------------------ | ---------------------------------------- | ---------------------------------- | ------------------------------------- |
| BE International Challenge |                          |                    |                                          |                                    |                                       |
| 2007                       | Kenichi Tago             | Kanako Yonekura    | Robert Blair David Lindley               | Valeria Sorokina Nina Vislova      | Robert Blair Imogen Bankier           |
| 2008                       | Rajiv Ouseph             | Elizabeth Cann     | Richard Eidestedt Andrew Ellis           | Mariana Agathangelou Jillie Cooper | Michael Fuchs Annekatrin Lillie       |
| 2009                       | Marc Zwiebler            | Susan Egelstaff    | Mads Conrad-Petersen Mads Pieler Kolding | Valeria Sorokina Nina Vislova      | Alexander Nikolaenko Valeria Sorokina |
| 2010                       | Anand Pawar              | Tatyana Bibik      | Marcus Ellis Peter Mills                 | Jenny Wallwork Gabrielle White     | Chris Adcock Imogen Bankier           |
| 2011                       | Rajiv Ouseph             | Judith Meulendijks | Vladimir Ivanov Ivan Sozonov             | Emelie Lennartsson Emma Wengberg   | Kim Astrup Sorensen Line Kjærsfeldt   |
| 2012                       | Anand Pawar              | Sayaka Takahashi   | Takeshi Kamura Keigo Sonoda              | Naoko Fukuman Kurumi Yonao         | Marcus Ellis Gabrielle White          |
| BWF Grand Prix             |                          |                    |                                          |                                    |                                       |
| 2013                       | Brice Leverdez           | Carolina Marín     | Mads Conrad-Petersen Mads Pieler Kolding | Eefje Muskens Selena Piek          | Robert Blair Imogen Bankier           |
| 2014                       | Ville Lång               | Sayaka Sato        | Mathias Christiansen David Daugaard      | Gabriela Stoeva Stefani Stoeva     | Robert Blair Imogen Bankier           |
| 2015                       | Hans-Kristian Vittinghus | Line Kjærsfeldt    | Michael Fuchs Johannes Schöttler         | Yuki Fukushima Sayaka Hirota       | Vitalij Durkin Nina Vislova           |
| 2016                       | Anders Antonsen          | Mette Poulsen      | Mathias Christiansen David Daugaard      | Lim Yin Loo Yap Cheng Wen          | Goh Soon Huat Shevon Jemie Lai        |
| 2017                       | Toby Penty               | Kirsty Gilmour     | Jelle Maas Robin Tabeling                | Selena Piek Cheryl Seinen          | Jacco Arends Selena Piek              |
| BWF Tour Super 100         |                          |                    |                                          |                                    |                                       |
| 2018                       | Liu Haichao              | Kirsty Gilmour     | Marcus Ellis Chris Langridge             | Gabriela Stoeva Stefani Stoeva     | Marcus Ellis Lauren Smith             |
| BE International Challenge |                          |                    |                                          |                                    |                                       |
| 2019                       | Lakshya Sen              | Qi Xuefei          | Alexander Dunn Adam Hall                 | Amalie Magelund Freja Ravn         | Mathias Christiansen Alexandra Bøje   |